# Megachile pluto
Megachile pluto és una espècie d'himenòpter de la família dels megaquílids que és considerada l'abella més grossa del món. És nativa d'Indonèsia. Fa servir la resina per fer compartiments en el seu niu. Les femelles poden arribar a fer 39 mm de llargada amb una envergadura alar de 63 mm. Els mascles només fan 23 mm de llargada.
Megachile pluto va ser descoberta l'any 1858 pel naturalista Alfred Russel Wallace. Es va considerar extinta fins al redescobriment de l'any 1981 per l'entomòleg Adam C. Messer que passà sis mesos a l'illa de Bacan i altres illes properes. Aquesta espècie fa els seus nius en nius de tèrmits cosa que explica que passés desapercebuda pels habitants indígenes.